# 圣克里斯托瓦尔德拉韦加
圣克里斯托瓦尔德拉韦加，是西班牙卡斯蒂利亚-莱昂塞戈维亚省的一个市镇。 总面积15平方公里，总人口158人（2001年），人口密度11人/平方公里。